# Jyväsjärvi (sjö i Virdois, Birkaland, Finland)
Jyväsjärvi är en sjö i Finland. Den ligger i kommunen Virdois i landskapet Birkaland, i den södra delen av landet, 230 km norr om huvudstaden Helsingfors. Jyväsjärvi ligger 142,1 meter över havet. I omgivningarna runt Jyväsjärvi växer i huvudsak blandskog. Arean är 56,8 hektar och strandlinjen är 7,42 kilometer lång. Sjön  ingår i Kumo älvs huvudavrinningsområde. 